# Sho o Suteyo Machi e Deyō
Joguem Fora Seus Livros e Saiam às Ruas (書を捨てよ町へ出よう, Sho o Suteyo Machi e Deyō) é um longa-metragem experimental do gênero drama e dirigido por Shūji Terayama. O filme é uma metáfora ao materialismo no Japão, seguindo um jovem desiludido com o mundo ao seu redor e suas tentativas de se tornar alguém enquanto sua família vive satisfeita mesmo sendo considerada de classe baixa. É o primeiro longa metragem de Terayama.

## Enredo
O protagonista é um jovem completamente desiludido com o mundo e com as pessoas ao seu redor. Cansado de sua satisfeita, e anormal, família - sua avó rouba lojas, seu pai é um prisioneiro de guerra fugitivo e sua irmã tem uma relação íntima e esquisita com o coelho da família - ele foge de casa. O filme é repleto de vinhetas e sequências aleatórias entrecortando o filme.

## Elenco
- Hideaki Sasaki	...	Eu
- Masahiro Saito	...	Pai
- Yukiko Kobayashi	...	Irmã
- Fudeko Tanaka	...	Avó
- Sei Hiraizumi	...	Capitão do time de futebol
- Keiko Niitaka	...	Prostituta Midori
- Maki Asakawa	...	Prostituta da escadaria
- Akihiro Miwa	...	Maya
- J.A. Seazer	...	Poeta de cabelos longos

## Recepção
O filme ganhou o prêmio principal no Festival de Sanremo, e foi votado como o nono melhor filme japonês de 1971 na enquete de críticos de cinema da Kinema Junpo.